# 한광석
한광석(韓光錫, 1918년 7월 5일 ~ 2017년 2월 2일)은 대한민국의 정치인이다. 제4대 국회의원과 초대 참의원을 지냈다. 부여군 출신이다.

## 가족 관계
- 아들 : 한동수, 한두호
- 장녀 : 한윤수
  - 첫째 사위 : 정원교
- 차녀 : 한현수
  - 둘째 사위 : 김정환
- 삼녀 : 한희수
  - 셋째 사위 : 전제훈
- 4녀 : 한호경
  - 넷째 사위 : 윤부철

## 역대 선거 결과
|  | 19.51% |

|  | 57.65% |

|  | 10.95% |

|  | 0% |

|  | 3.93% |